# 1560
Het jaar 1560 is het 60e jaar in de 16e eeuw volgens de christelijke jaartelling.

## Gebeurtenissen
april
- 4 - Het ridderleger van Savoye raakt in oorlog met de Waldenzen, over het algemeen boeren, die trouw zijn aan de hertog maar weigeren terug te keren in de katholieke kerk.

juni
- 12 - Oda Nobunaga verslaat Imagawa Yoshimoto in de slag bij Okehazama.

juli
- 7 - De door Filips II benoemde stadhouder van Henegouwen, Jan IV van Glymes van Bergen, houdt zijn Blijde Inkomst in de hoofdstad Bergen.
- 8 - Elisabeth van Hessen huwt in Marburg met  Lodewijk, troonopvolger van de Palts.
- 29 - De Turkse vloot herovert het eiland Djerba op de Spanjaarden.

augustus
- 21 - Zonsverduistering in Europa. De Deense student Tycho Brahe besluit hierdoor astronomie te gaan studeren.

oktober
- 14 - In de hoofdstad van Anjou, Angers, vindt een oproer met beeldenstorm plaats, dat "Journée des mouchoirs", (Zakdoekendag) genoemd wordt, daar de protestanten, die de stad overnemen, hun hoeden met witte zakdoeken hebben versierd. Van elders opgeroepen katholieke troepen drukken het oproer snel de kop in.

zonder datum
- Jean Nicot stuurt het in Amerika ontdekte geneeskrachtige wondermiddel tabak naar de Franse koningin Catharina de' Medici om haar van haar hoofdpijn af te helpen.
- Akbar de Grote regeert nu als volmondige over India en fnuikt de macht der Afghanen. Hij verwerft gebiedsuitbreiding en roem door bestuursorganisatorische talenten, wijsheid en tolerantie.

## Beeldende kunst

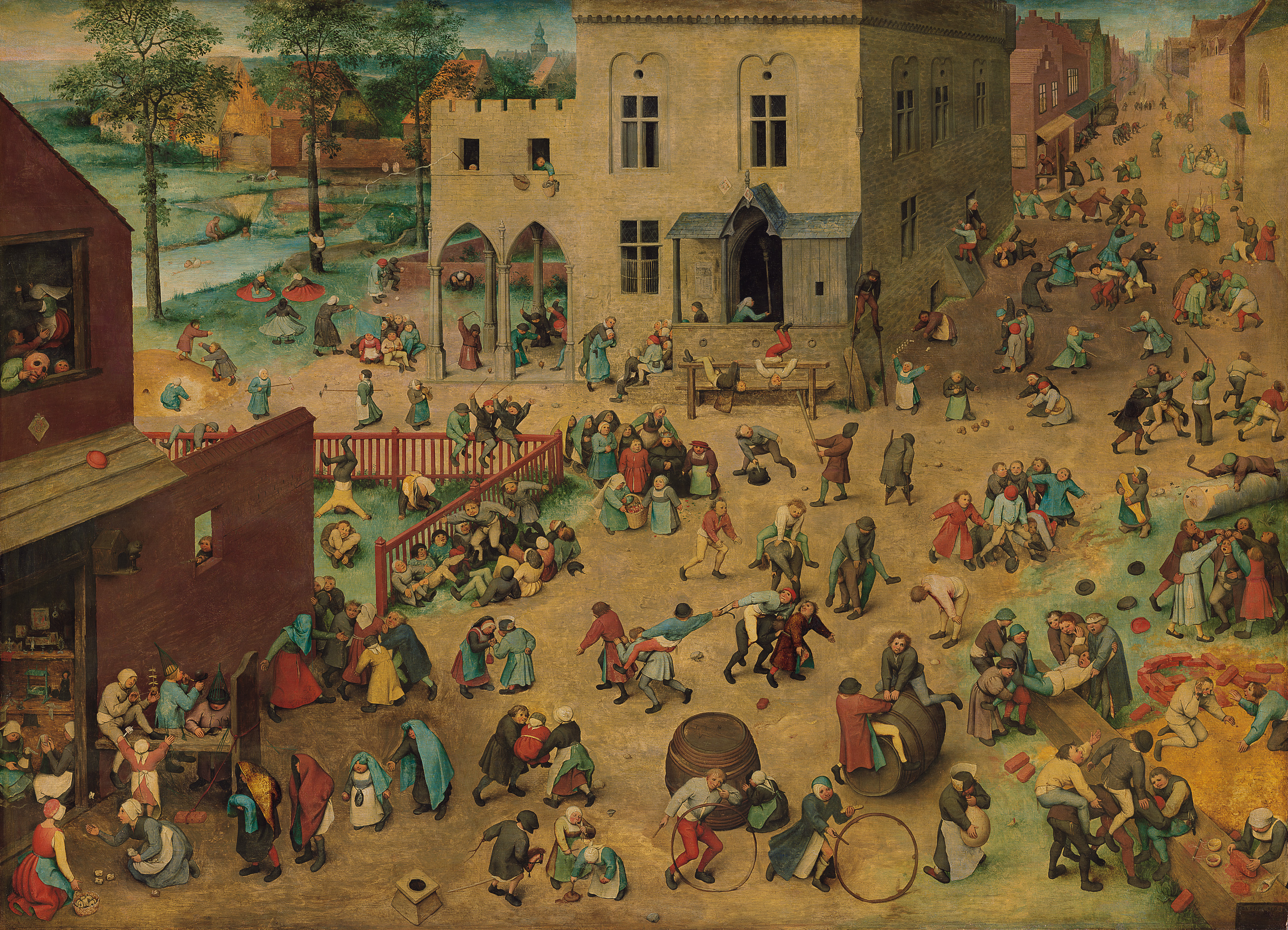
Kinderspelen (1560) Pieter Bruegel de Oude, Kunsthistorisches Museum Wien, Wenen
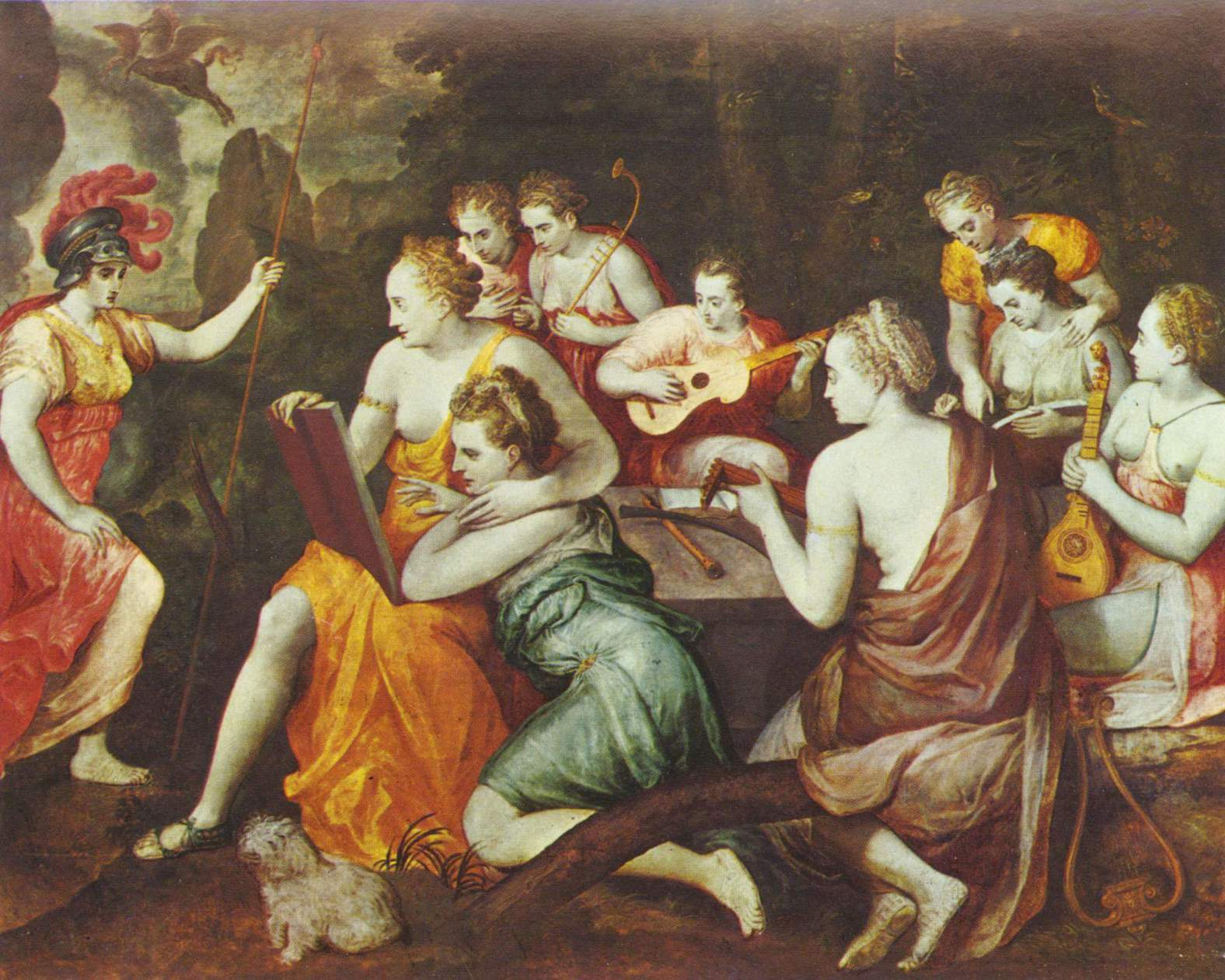
Athene bij de Muzen (ca. 1560) Frans Floris
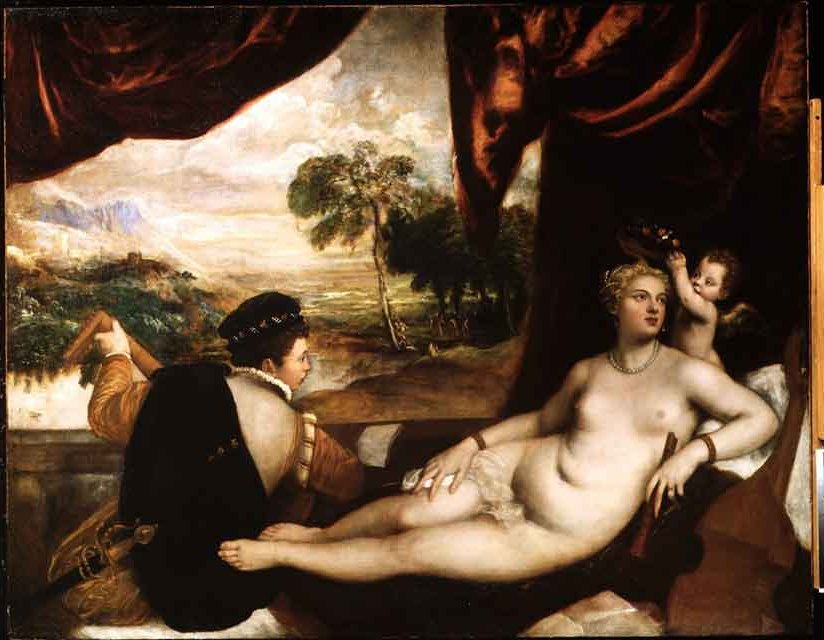
Venus en de luitspeler (ca. 1560) Titiaan, Metropolitan Museum

## Bouwkunst

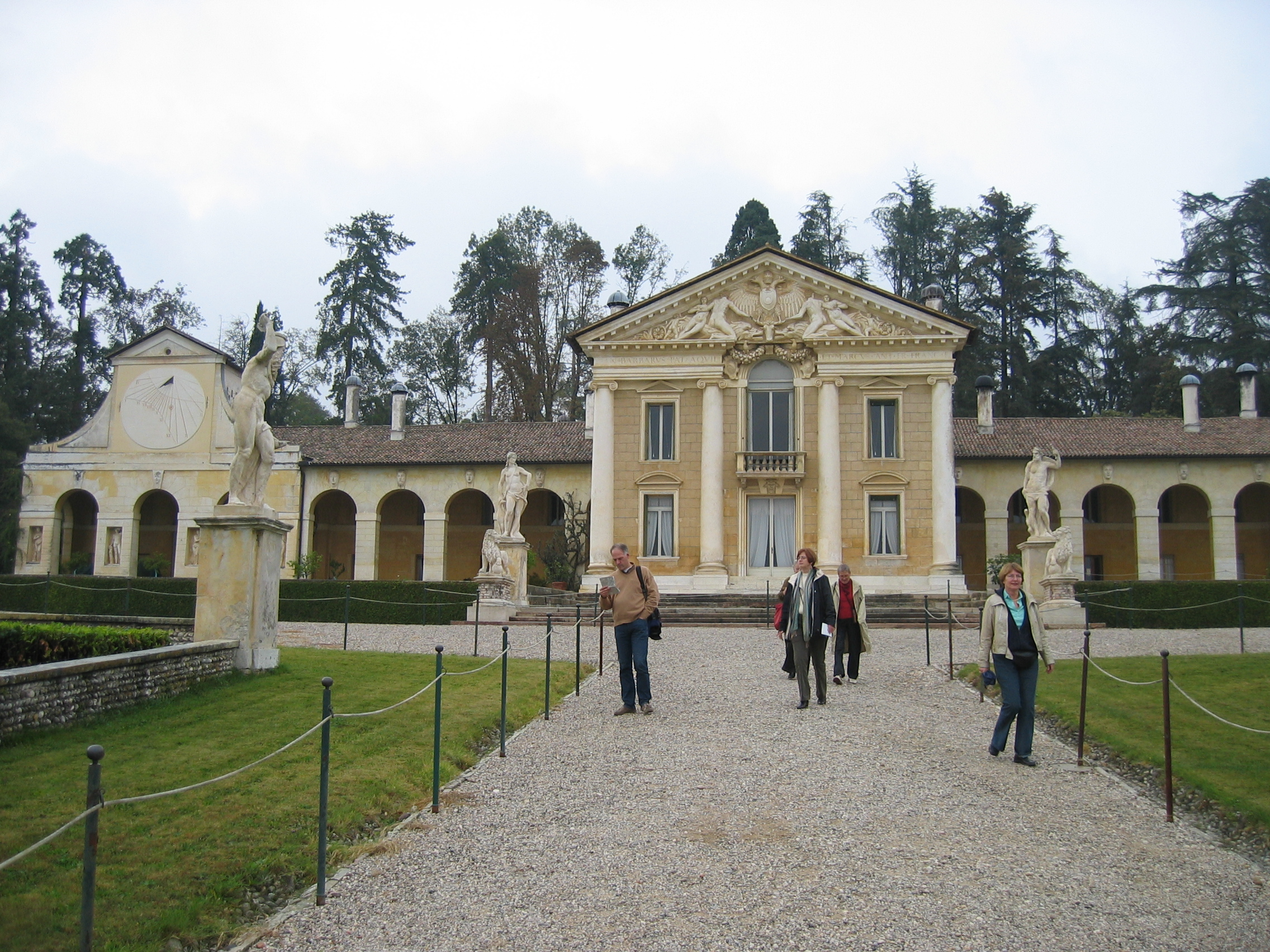
Villa Barbaro (1560) Andrea Palladio

## Geboren
mei
- 13 - Willem Lodewijk van Nassau-Dillenburg, van 1584 tot zijn dood stadhouder van Friesland

augustus
- 7 - Elisabeth Báthory, Hongaarse gravin, beroemde seriemoordenaar in de Slowaakse en Hongaarse geschiedenis

## Overleden
november
- 25 - Andrea Doria (93), Genuees admiraal en politicus

december
- 2 - Georg Sabinus (52), Duits humanistisch geleerde en diplomaat